# 1−2+3−4+…

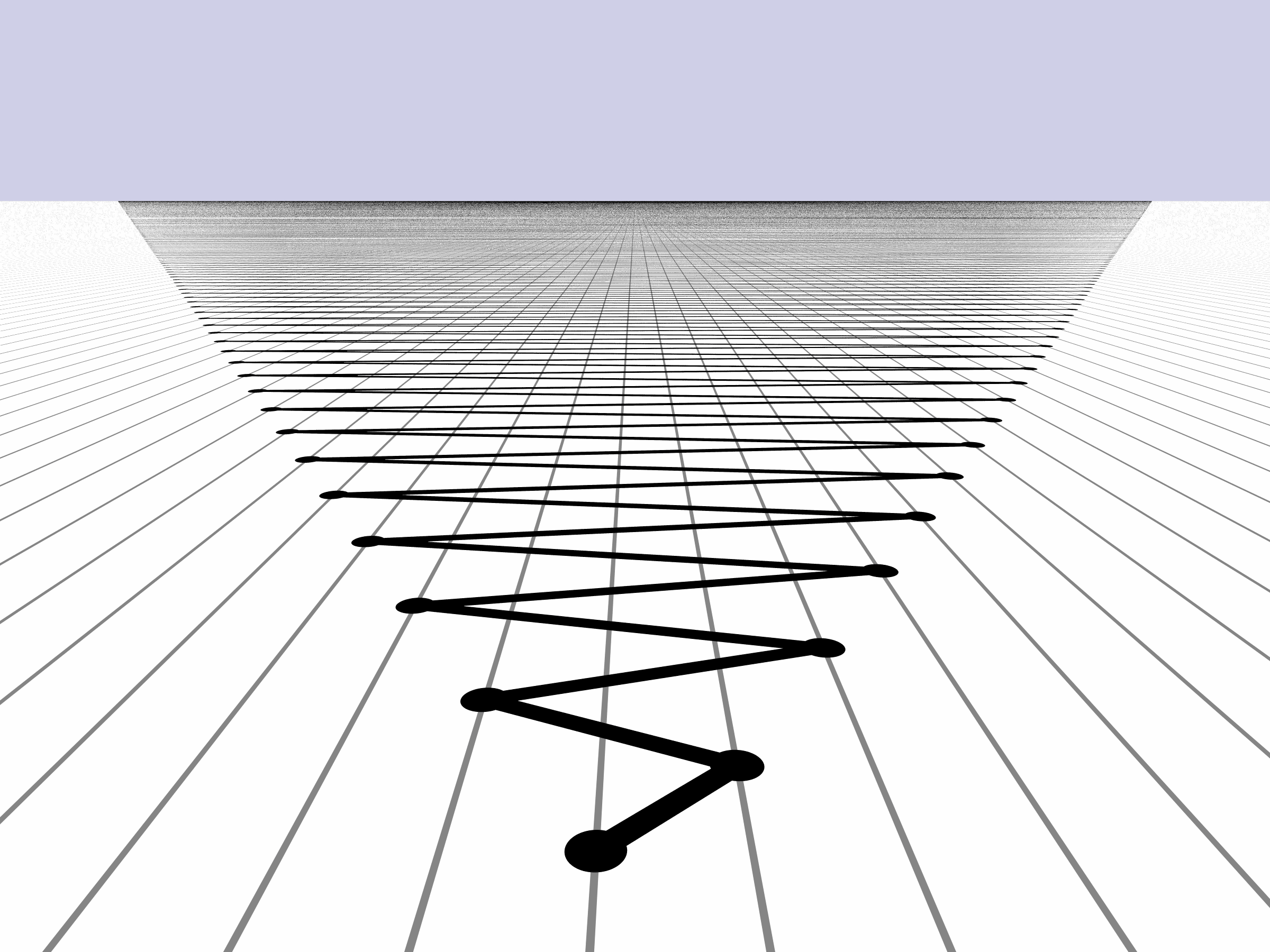

1−2+3−4+…는 다음과 같은 식으로 표현되는 무한급수이다.
{\displaystyle \sum _{n=1}^{\infty }(-1)^{n-1}n}
위 급수는 발산한다. 즉, 위 급수의 부분합 수열 {1, -1, 2, -2, ...}이 극한값을 가지지 않는다는 뜻이다. 실제로 이 수열이 진동하며 발산한다는 것을 쉽게 이해할 수 있다.

## 역설
1. {\displaystyle \sum _{n=1}^{\infty }(-1)^{n-1}n=S}로 두고 다음과 같은 합을 생각하자.
```
 S = 1 - 2 + 3 - 4 + 5 - 6 + . . . 
 S =   + 1 - 2 + 3 - 4 + 5 - . . .  
 S =   + 1 - 2 + 3 - 4 + 5 - . . .  
 S =       + 1 - 2 + 3 - 4 + . . . 
--------------------------------------------
4S = 1 + 0 + 0 + 0 + 0 + 0 + . . . 
```

그러므로, {\displaystyle S={\frac {1}{4}}}이다.
2. 다음과 같은 식이 성립한다:
{\displaystyle 1-x+x^{2}-x^{3}+x^{4}-x^{5}+\cdots ={\frac {1}{1+x}}.}
이제 양변을 미분하면,
{\displaystyle -1+2x-3x^{2}+4x^{3}-5x^{4}+\cdots ={\frac {-1}{(1+x)^{2}}}}
이므로,
{\displaystyle 1-2x+3x^{2}-4x^{3}+\cdots ={\frac {1}{(1+x)^{2}}}}
이다.
위 식에 {\displaystyle x=1}을 대입하면, 다음을 얻는다.
{\displaystyle 1-2+3-4+\cdots ={\frac {1}{4}}.}

## 역설에 대한 해설
1. 무한급수는 일반적으로 합의 순서를 임의로 바꿀 수 없다. 이 경우, 4개의 S를 더할 때 1+(-2+1+1)+(3-2-2+1)+...처럼 합의 순서를 바꾸었다고 볼 수 있는데, 이렇게 하는 것은 안 된다.
2. 주어진 식 {\displaystyle \scriptstyle {1-x+x^{2}-x^{3}+x^{4}-x^{5}+\cdots ={\frac {1}{1+x}}}}은 {\displaystyle |x|<1}일 때만 수렴한다. 그러므로 {\displaystyle x=1}을 대입하여 모순이 발생하는 것은 당연하다.